# X (2011)
X is een Australische misdaad-dramafilm uit 2011.  De film is ook bekend onder de alternatieve titel X: Night of Vengeance.

## Verhaallijn
Holly Rowe stopt met haar leven als callgirl en hoeft alleen nog maar haar laatste avond door te komen. Shay Ryan, een weggelopen tiener, besluit echter op diezelfde dag te gaan werken als straatprostituee. Door het lot komen ze samen tijdens een klus, echter loopt dit volledig verkeerd af. Deze avond zal het leven van beide vrouwen voorgoed veranderen.

## Rolverdeling
| Acteur                | Personage           |
| --------------------- | ------------------- |
| Viva Bianca           | Holly Rowe          |
| Hanna Mangan Lawrence | Shay Ryan           |
| Peter Docker          | Ligurian            |
| Stephen Phillips      | Bennett             |
| Eamon Farren          | Harry               |
| Belinda McClory       | Katherine / Marilyn |
| Darren Moss           | Giles               |
| Freya Tingley         | Cindy               |
| Anthony Phelan        | Klant               |
| Hazem Shammas         | Willie              |
| Wayne Blair           | Bob                 |
| Billie Rose Pritchard | Rose                |
| Rowan Witt            | Luke                |
| Rebecca Irwin         | Karlene             |
| Jordan Fielding       | Rocky               |